# Phytocoris yuma
Phytocoris yuma är en insektsart som beskrevs av Knight 1961. Phytocoris yuma ingår i släktet Phytocoris och familjen ängsskinnbaggar. Inga underarter finns listade i Catalogue of Life.